# Heracleion
Heracleion a fost un oraș în Egiptul Antic.
Datorită cutremurelor orașul s-a scufundat undeva prin secolele 7 sau 6 î.e.n.
Ruinele orașului au fost reperate și descoperite în anul 2001 de către arheologul francez Franck Goddio.